# Mafia: The City of Lost Heaven
Mafia: The City of Lost Heaven est un jeu vidéo d'action-aventure développé par Illusion Softworks sorti en 2002 pour Microsoft Windows et édité par Gathering of Developers. Chaleureusement salué par la critique internationale, les développeurs ont alors porté le jeu sur PlayStation 2 et sur Xbox, qui fut édité en 2004 par Take Two Interactive. Les suites du jeu, Mafia II et Mafia III, sont sorties le 27 août 2010 et le 7 octobre 2016.

## Trame

### Synopsis
L'action se déroule dans les années 1930, dans la ville fictive de Lost Heaven (largement inspirée du Chicago des années 1930). Le joueur incarne Tommy Angelo, un chauffeur de taxi qui devra prouver sa valeur à la mafia de la ville.
En 1938, Tommy rentre dans un bar et parle à l'inspecteur Norman. Contre la protection de la police, il se propose de revenir sur sa carrière de mafieux, débutée huit ans plus tôt.
Tout commence durant l'automne 1930, une nuit dans le quartier défavorisé de Hoboken, il avait croisé la route de deux mafieux, Paulie et Sam, qui étaient poursuivis par des gangsters de la bande rivale. Ils sautent dans son taxi et menacent Tommy pour qu'il les tire de ce pétrin. Arrivés au bar de Don Salieri, leur patron, ils remettent à leur chauffeur une forte somme d'argent et lui proposent du travail, mais Tommy est trop honnête pour accepter.
Le lendemain, pendant sa pause café, Tommy est agressé par deux gangsters de la famille Morello, bien décidés à lui faire payer son héroïsme de la veille. Ils lui détruisent son taxi et Tommy n'a d'autre choix que de fuir jusqu'au bar de Don Salieri où ses nouveaux amis font fuir les poursuivants. Tommy est donc introduit dans la famille Salieri où il fait la connaissance de Frank, bras droit de Don Salieri, de Luigi, barman, de Ralphy, le garagiste et de Vincenzo, l'armurier. Tommy souhaitant se venger, Don Salieri lui propose de détruire les voitures des hommes de Don Morello garées près du bar de ce dernier. Admis dans la famille, Tommy part ramasser des primes de protection avec Paulie et Sam qui sont blessés dans un motel : Tommy réussit à tuer les gangsters et à récupérer l'argent.
En 1932, Tommy est chargé par le Don de saboter une voiture de course avec l'aide de Lucas Bertone, un garagiste. Le lendemain, le pilote du Don est blessé et Tommy doit courir la course à sa place. Sa victoire renforce sa position au sein de la famille. Quelque temps plus tard, Luigi demande à Tommy d'escorter sa fille, Sarah. Des voyous les agressent dans une ruelle mais sont neutralisés par Tommy. Le lendemain, Salieri décide de chasser ces "petites frappes" de son territoire. Paulie et Tommy sont donc chargés de leur donner une leçon avec l'aide de battes de baseball. L'opération tourne à la fusillade puis à la course poursuite. Plus tard, Frank apprend à Tommy que l'une de ses victimes était le fils d'un conseiller de la ville et ami de Don Morello. Le héros est alors chargé de tuer une prostituée et de faire sauter le bureau du patron de celle-ci. Lorsqu'il se retrouve face à elle, Tommy décide de l'épargner, puis, dans sa fuite, se retrouve dans l'église où est enterré le fils du conseiller. Reconnu, il est obligé de tuer nombre de mafieux avant de fuir.
En 1933, Tommy est impliqué dans un trafic d'alcool, et doit rencontrer ses fournisseurs canadiens à la campagne. Malheureusement, une troisième partie prend part à l'échange, puisque des hommes de Don Morello et du Shérif viennent à leur rencontre. Sam est blessé dans les opérations et est finalement conduit chez un médecin. La guerre semble déclarée entre les deux familles. Le lendemain, Don Salieri apprend à Tommy que Frank a trahi la Famille en donnant à la police tous les livres de comptes. Tommy est donc chargé d'exécuter le traître qui tente de fuir en Europe. C'est à l'aéroport que Tommy le retrouve. Frank explique que son acte a été motivé par la prise en otage de sa famille par la police. Tommy le laisse fuir et le fait passer pour mort auprès du Don. Il doit ensuite s'infiltrer dans la villa du procureur pour récupérer les preuves compromettantes qui s'y trouvent. Quelque temps plus tard, Paulie trouve un nouveau fournisseur d'alcool. Une nouvelle fois, le deal, dans un parking à étages, tourne mal, mais l'alcool est sauvé marquant un nouveau coup contre Don Morello.

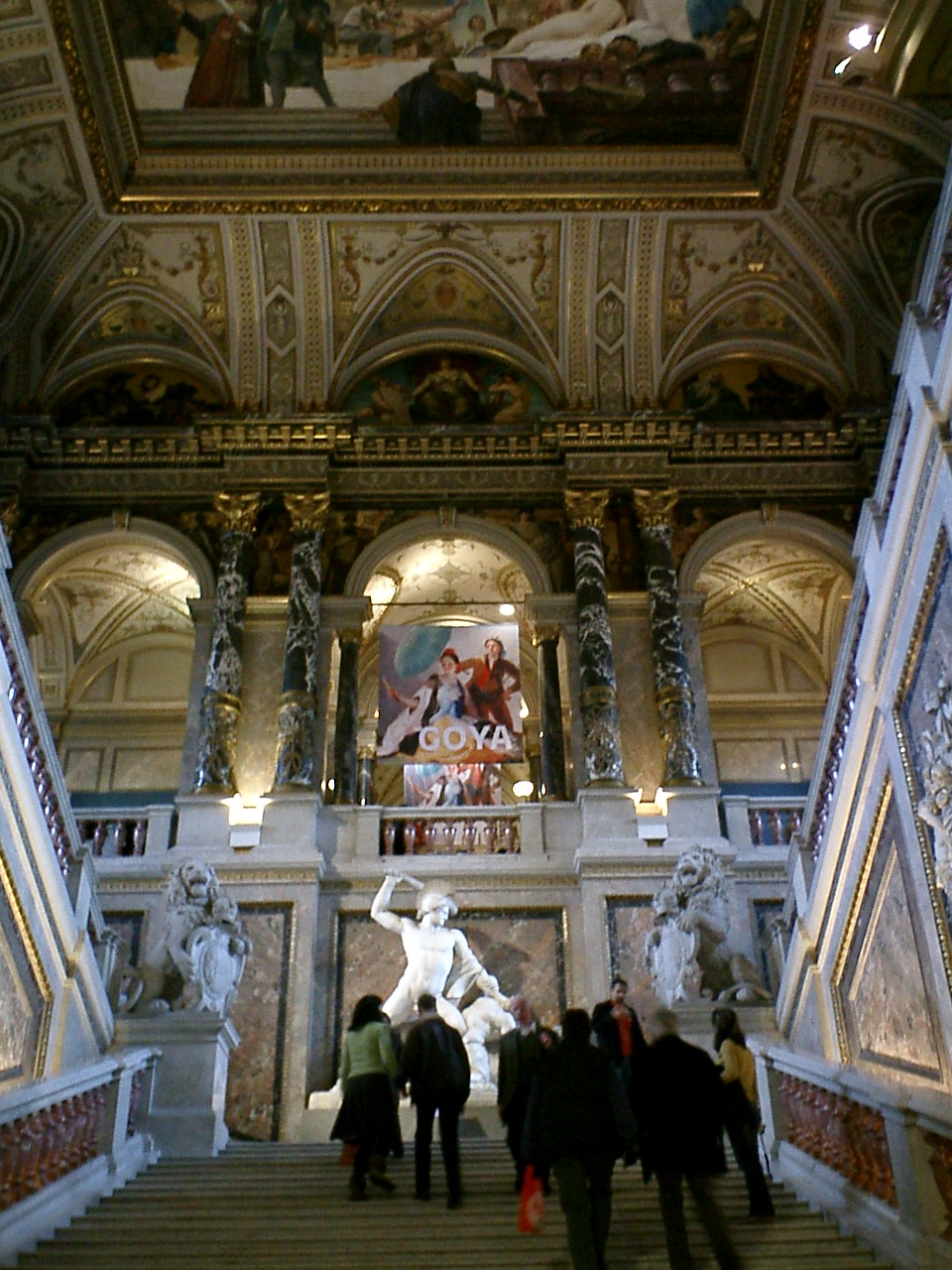
La Galerie d'art de la dernière mission s'inspire fortement du Kunsthistorisches Museum de Vienne.

En 1935, Don Salieri demande à Tommy de l'escorter au restaurant de Pepe. À la fin du repas, les hommes de Don Morello tendent une embuscade et tentent de tuer Don Salieri. Tommy et lui réussissent à éliminer leurs assaillants, puis exécutent la balance, un garde du corps de Don Salieri nommé Carlo. Considérant cet acte comme une déclaration de guerre, Don Salieri décide d'en finir avec Don Morello. Il envoie d'abord Tommy tuer le conseiller qui fête son anniversaire sur un bateau. Il est ensuite chargé de tuer Sergio, le frère de Don Morello, qui dirige le syndicat des dockers. La première tentative consiste pour Tommy à appeler Sergio depuis une cabine pendant que celui-ci est au restaurant pendant que Paulie l'attend pour le mitrailler. C'est un échec car Sergio n'est pas au restaurant. Ils tentent alors de saboter sa voiture avec une bombe, mais ce n'est pas la bonne personne qui monte. Ils tentent alors de l'exécuter devant un bar, mais la Thompson de Paulie s'enraye. Finalement, d'autres mafieux sont envoyés sur le coup et tentent de faire écraser Sergio par un train. L'opération échoue lamentablement mais Tommy réussit à poursuivre le malfaiteur jusqu'au port et à le tuer. Paulie, Sam et Tommy vont ensuite tuer Don Morello à sa sortie du théâtre, mais quitte la salle en avance  meurt poussé, dans sa voiture, du haut d'un pont en construction, soit il réussit à s'enfuir jusqu'à l'aéroport et son avion est abattu par la bande de Don Salieri.
En 1938, Tommy part d'abord assassiner un politicien véreux pendant un meeting en plein air. Il se place au sommet de la tour d'une vieille prison abandonnée, afin de l’abattre d'une balle de sniper. Il est ensuite chargé de récupérer des caisses de cigares dans le port, opération bien plus dangereuse que prévu. En effet, les caisses contiennent en vérité des diamants, Don Salieri était au courant du réel contenu des caisses. À la suite de cette tromperie de leur Don, Ils décident de braquer une banque pour gagner de l'argent pour leur propre compte. Le braquage est une vraie réussite, mais lorsque Tommy se rend chez son complice pour récupérer l'argent, il découvre son cadavre. Sam lui téléphone et lui donne rendez-vous à la galerie d'art de la ville : Don Salieri est au courant du braquage et en veut à Tommy et Sam propose de l'aider à quitter la ville. Il s'agit en fait d'un piège et Tommy est obligé de tuer Sam et tous ses hommes.
À la fin de son récit, Norman accepte d'aider Tommy. Le procès est un réel succès : Tommy, sa femme (Sarah) et sa fille obtiennent de nouvelles identités et s'installent à l'autre bout du pays. Mais la Mafia est plus forte et le retrouve treize années plus tard, en septembre 1951. Deux jeunes gens vont voir Tommy qui arrose son jardin et lui donnent en récompense de ses services passés un « message » de la part de Don Salieri : une balle de fusil à canon scié dans le ventre qui lui est fatale (les 2 individus en question ne sont autre que les 2 héros de Mafia II : Vito Scaletta et Joe Barbaro).

### Personnages
- Thomas « Tommy » Angelo (Michael Sorvino (en)[1]) : le héros. Chauffeur de taxi tombé par hasard sur des truands, il entre malgré lui dans la « famille » Salieri ;
- Frank (Dan Grimaldi[2]) : bras droit de Don Salieri, est le cerveau et comptable de la bande. Il finira par trahir la famille en livrant les livres de compte à la police ;
- Paulie (William DeMeo (en)[2]) : meilleur ami de Tommy, est l'un des deux gangsters à être tombé sur le malheureux chauffeur ;
- Sam (Matt Servitto[2]) : deuxième truand qui tombe sur Tommy, sera l'auteur du drame qui arrive à la fin du jeu ;
- Vincenzo (John Tormey[2]) : le fournisseur d'armes de la bande ;
- Ralphie (Jeff Gurner[2]) : le garagiste bègue ;
- Luigi (Paul Scannapieco[2]) : le barman est armé d'un fusil à canon scié qui le rend dangereux si on le provoque trop.
- Don Salieri (George Dicenzo[2]) : parrain incontesté de la famille ; il commandite une grande partie des missions du jeu ;
- Lucas Bertone : un autre garagiste qui donne des missions au joueur permettant de gagner des voitures (missions annexes).
- Don Morello (John Doman[2]) : le chef de la bande ennemie où officie également son frère Sergio ;
- Sergio Morello : Frère et bras droit de Don Morello.

### Lost Heaven
Lost Heaven est une ville américaine type des années 1930, qui mesure plus de 10 km². On y trouve plusieurs quartiers répartis entre deux rives et une île.

#### La rive ouest
Little Italy est, comme son nom l'indique, le quartier italien de Lost Heaven. C'est ici que se trouvent le bar de Salieri, ainsi que les appartements de Paulie et de Carlo (le garde du corps de Salieri). Les rues y sont larges et le quartier est desservi par le tram et deux stations de métro (Little Italy et Winslet Ave).
Chinatown est le quartier chinois, au nord ouest de la ville, centré sur une grande place pavée et garnie de parterres de fleurs. On y trouve également une station service désaffectée qui sert de repaire à une bande de voyous et un marchand de voitures d'occasions.
Works Quarter est la zone industrielle de la ville. On y trouve le port de commerce et la gare de Lost Heaven, ainsi que de nombreuses usines et la caserne de pompiers.
À l'Ouest de Works Quarter se trouve le circuit de course de la ville.

#### Central Island

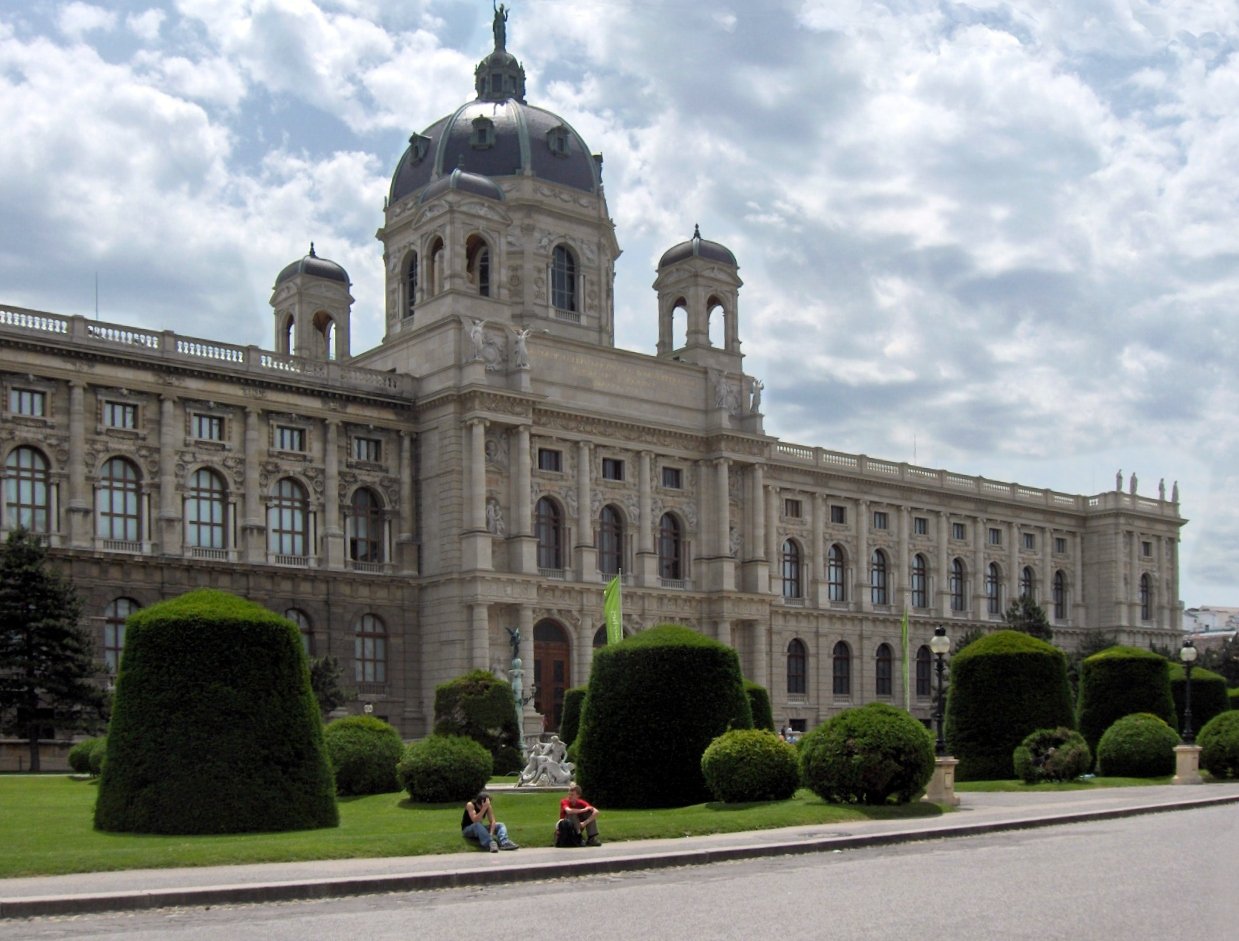
La Galerie d'art s'inspire fortement du Kunsthistorisches Museum de Vienne.

Central Island est le cœur de Lost Heaven. On y retrouve l'hôtel de ville, le Capitole et la Galerie d'art de la ville ainsi que le Music-hall. Les rues s'organisent de façon rectiligne autour de deux avenues perpendiculaires. L'île possède sa ligne de tram et deux stations de métro aérien (Central island et Guliano street). Le sud ouest de l'île possède aussi un poste de police et des quais où  accoste parfois le Lost Heaven Queen.

#### La rive est
New Ark est un quartier centré autour d'un grand parc et l'hôpital municipal. On y trouve également le bar de Don Morello et la fabrique d'armes de la ville.
Downtown, aussi appelé Centre est un quartier d'affaires actif, avec la Chambre de commerce de la ville et la First National Bank. Le centre du quartier possède une église gothique en rénovation.
Hoboken' est le quartier défavorisé de la ville, peuplé d'immeubles délabrés. L'entrepôt de Don Salieri s'y trouve, ainsi qu'un cinéma fermé, le Twister qui abrite l'armurerie de Yellow Pete. Un grand chantier a été lancé pour réhabiliter le quartier.
Oakwood est un quartier résidentiel composé de petits pavillons isolés (le seul de la ville), centré sur une église et pourvu de courts de tennis et d'un lycée. Le quartier n'est pas desservi par les transports en commun.
Oak Hill est le quartier des millionnaires, situés sur une colline difficilement accessible (les premières voitures du jeu doivent être en boite manuelle pour venir à bout de la côte entre Hoboken et Oak Hill) et comporte une dizaine de villas dotées de grands parcs (Tommy en "visite" une dans la mission 12).

#### Les ponts et tunnels
- Le « Pont Terranova » relie New Ark à Chinatown.
- Le « Pont Giuliano » est un pont suspendu rappelant le Golden Gate Bridge reliant New Ark à Central Island.
- « Les ponts Marshall ouest et est » sont des ponts levant reliant Central Island à Little Italy et Downtown.
- Un tunnel sous-marin relie Central Island à Little Italy.

### Véhicules

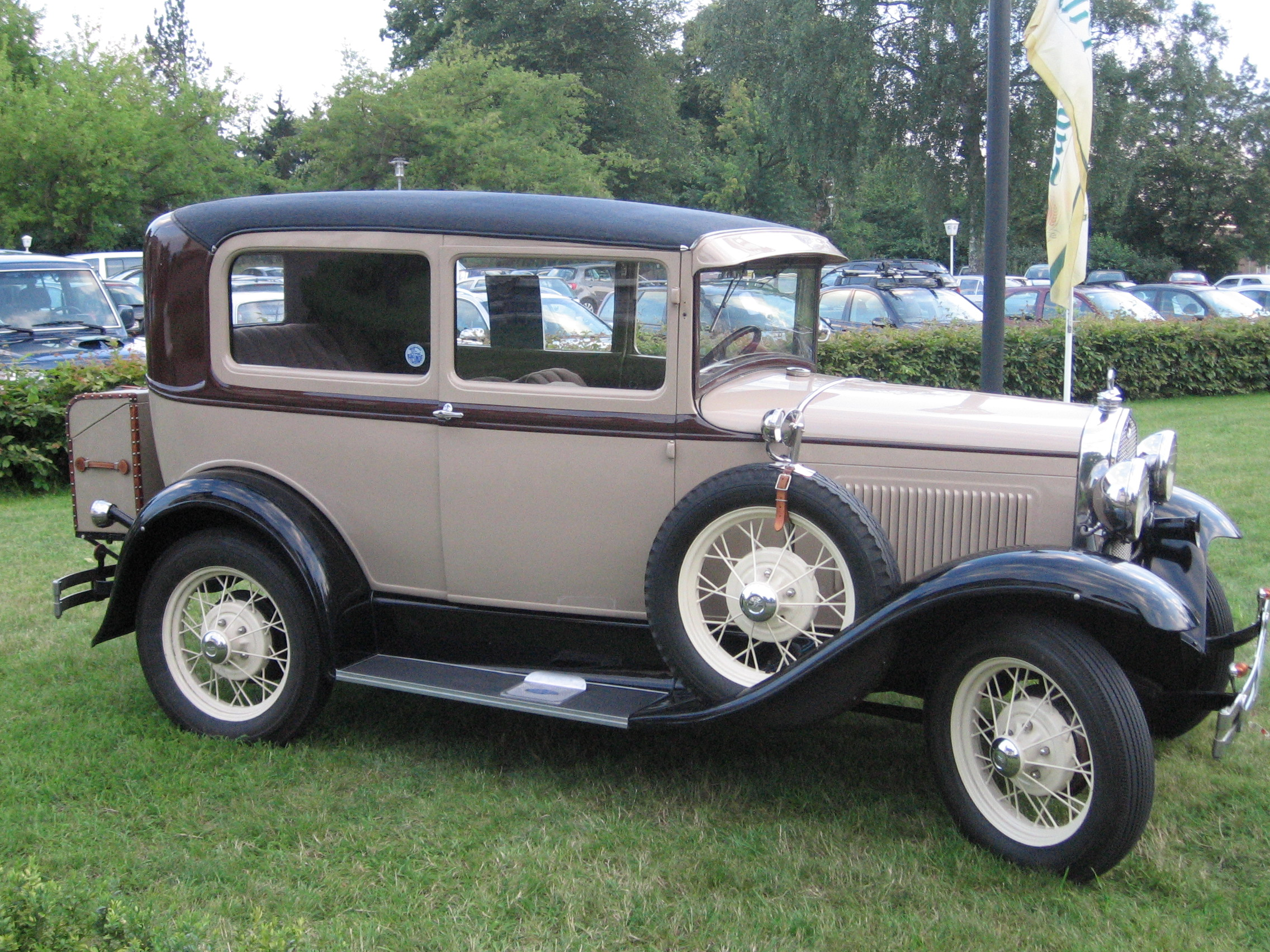
Ford A, nommé dans le jeu Falconer.

60 véhicules, d'époque, évoluent au cours du jeu : en 1930, on peut voit des Ford modèle T (nommées dans le jeu Bolt modèle A) atteignant une vitesse de pointe de 60 km/h tandis qu'en 1938, on peut voler des Cadillac (Lassiter dans le jeu) atteignant plus du double. Les voitures ont des tenues de route et accélérations différentes. Tommy ne peut sauter du véhicule en marche mais il est possible de pousser les véhicules en les mettant au point mort avant d'en descendre. Ce qui est particulièrement utile dans la sous-quête de la mission 16 où Lucas Bertone demande de noyer une voiture depuis les falaises d'Oakwood.
Les voitures sont fidèlement reconstituées mais ne portent pas leurs noms véritables. Cependant, on peut trouver des patchs créées par des joueurs qui modifient les fichiers texte du jeu pour donner leurs noms véritables aux véhicules.